# دیسماس

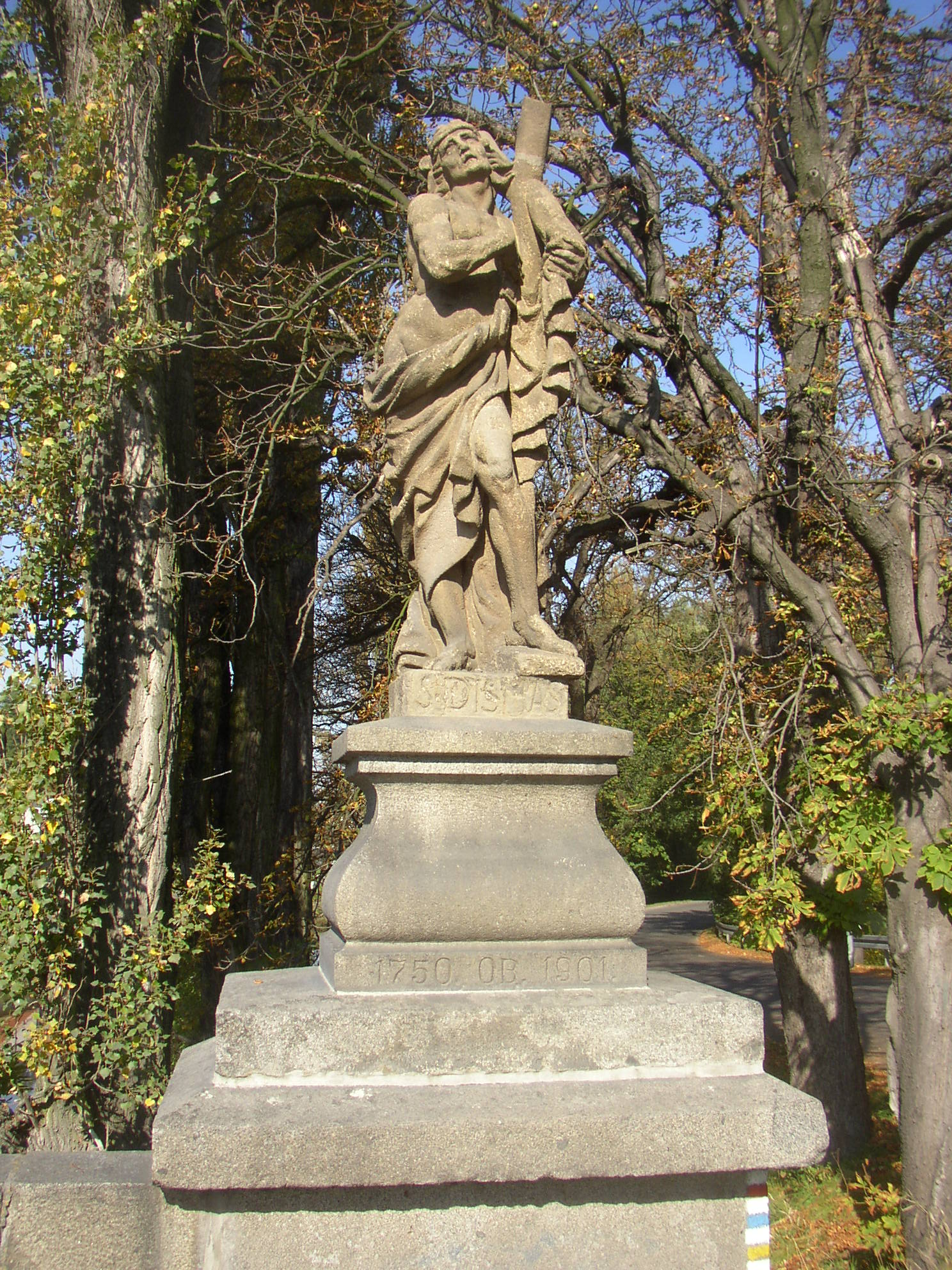
مجسمه دیسماس در جمهوری چک

دیسماس قدیس یا دزد خوب یا دزد مصلوب شخصیتی بی‌نام در انجیل لوقا است که هنگام تصلیب عیسی همراه وی مصلوب شد و از عیسی خواست که در بهشت به یاد وی باشد.
در اناجیل اربعه از مصلوب شدن دو نفر همراه عیسی سخن رفته‌است در مواردی هر دو نفر نیز به عیسی فحاشی می‌کردند (متی ۲۷:۳۸) اما در انجیل لوقا یکی از دزدان شخصیتی خوب ترسیم شده‌است. (وی همان دیسماس است) در انجیل لوقا نگاشته است:
۳۹ یکی از آن دو جنایتکار که در کنار عیسی مصلوب شده بود، به طعنه به او گفت:«اگر تو مسیح هستی، چرا خودت و ما را نجات نمی‌دهی؟»۴۰و۴۱ اما آن دیگری، او را سرزنش کرد و گفت:«حتی در حال مرگ هم از خدا نمی‌ترسی؟ ما حقمان است که بمیریم، چون گناهکاریم. اما از این شخص، یک خطا هم سرنزده‌است»۴۲ سپس رو به عیسی کرد و گفت:« ای عیسی، وقتی ملکوت خود را آغاز کردی، مرا هم بیاد آور!»۴۳ عیسی جواب داد:«خاطر جمع باش که تو همین امروز با من در بهشت خواهی بود.»